# 同期 (人間関係)
同期（どうき）とは社会における人間関係に関する言葉。

## 概要
同じ時期に同じ待遇で同じ組織に入った複数の人間による人間関係である。同期という人間関係は仲間意識と同時に競争意識を昂進させる二重の機能を持つ。
「同期」という言葉は当初は学校の入学人間関係・卒業年次が同じ者について使われた。一方で、企業や官庁という社会人組織において、同レベルの学校を同時期に卒業した者を同時に職員として採用する日本の新卒一括採用の慣行によって同期意識を生じさせやすい状況を形成することとなった。

## 類似語
類似語としては同じ学校を同じ年次に卒業した仲間である「同窓」や職場における同じ待遇の人間関係として「同僚」があるが、社会人組織における「同期」の概念とは必ずしも一致しない。